# Hoštice-Heroltice
Hoštice-Heroltice é uma comuna checa localizada na região de Morávia do Sul, distrito de Vyškov.